# 1963 год в истории железнодорожного транспорта
1963 год в истории железнодорожного транспорта

## События
- На территории Мавритании проложена железная дорога.[1]
- 1 января — заместитель министра путей сообщения Муратов П. Г. дал директиву о замене букв Н (Новочеркасский) и Т (Тбилисский), в обозначениях серий уже выпущенных электровозов буквами ВЛ (Владимир Ленин). Так электровозы серии Н8, Т8, НО, Н6О, Н62, Н8О и Н81 получили новые обозначения серий, соответственно ВЛ8, ВЛ10, ВЛ61, ВЛ60, ВЛ62, ВЛ80в и ВЛ80.

## Новый подвижной состав
- В Японии начат выпуск электропоездов Shinkansen серии 0.
- В СССР Днепропетровский электровозостроительный завод начал выпуск маневровых электровозов серии ВЛ41.
- В США на заводах компании EMD освоен выпуск тепловозов серии EMD F9.
- В Венгрии на заводе Ganz освоен выпуск электровозов серии MAV V43.
- В Чехословакии начались поставки в СССР тепловозов серии ЧМЭ3